# Margit L. McCorkle
Margit Emily L. McCorkle (née Lundstrom le 28 mars 1942 à Madison (Nashville)) est une musicologue, bibliographe, éditrice, traductrice, pianiste et claveciniste américaine.

## Biographie
Née aux États-Unis, Margit L. McCorkle a commencé des études de piano à cinq ans. Elle a ensuite travaillé avec Hans Hammer au Danemark (en 1954), a donné des concerts aun Danemark et aux États-Unis. Elle a poursuivi ses études en 1961-5 avec Stewart Gordon à l'Université du Maryland. Elle a travaillé comme instructrice de piano et de clavecin en 1965-8 à l'Université du Maryland et obtenu son diplôme de concertiste. Elle s'est alors produite dans un récital de clavecin à la National Gallery (Washington, DC) en 1967. En 1968, elle a épousé Donald McCorkle et ensemble ont commencé à travailler sur la musique de Johannes Brahms. Elle a terminé ses études de clavecin en 1969 avec Igor Kipnis et (à Vienne) avec Isolde Ahlgrimm. Elle a également obtenu un Ph.D. en musicologie et bibliographie musicale à l'Université du Maryland.
En 1972, le couple a émigré au Canada, amenant avec eux le projet d'un catalogue Brahms. Donald M. McCorkle est devenu professeur et chef de musique à l'Université de la Colombie-Britannique.
Après le décès du professeur McCorkle en 1978, elle a poursuivi la préparation du catalogue thématique scientifique définitif de toutes les œuvres de Johannes Brahms sous les auspices de la Faculté des arts de l'Université de la Colombie-Britannique. Ce projet a été soutenu par d'importantes subventions de recherche du Social Sciences & Humanities Research Council du Canada et a abouti à la publication du catalogue Brahms en 1984 par G. Henle Verlag à Munich,,,,,. En 1985, la République Fédérale d'Allemagne lui a décerné l'Ordre du Mérite de la République fédérale d'Allemagne (Bundesverdienstkreuz am Bande) en reconnaissance du grand service rendu à la littérature musicale allemande.
En 1989, McCorkle fut invitée à préparer le catalogue thématique scientifique définitif de toutes les œuvres de Robert Schumann sous les auspices de la Robert-Schumann-Forschungstelle / Gesellschaft à Düsseldorf et Zwickau, avec le soutien de la Peter-Klöckner-Stiftung de Duisbourg. En 2003, ce projet a abouti à la publication conjointe du catalogue Schumann par les éditeurs G. Henle Verlag et Schott Music International (Mayence),,,. McCorkle a été honorée en 2007 comme co-récipiendaire du Prix Robert-Schumann (Robert-Schumann-Preis der Stadt Zwickau).
Il faut noter que Margit L. McCorkle est à ce jour la seule musicologue / bibliographe à avoir publié des catalogues monumentaux pour deux grands compositeurs classiques, à savoir Johannes Brahms et Robert Schumann. En plus de ces travaux, sa liste de publications depuis 1973 contient d'autres monographies et articles dans le cadre de conférences internationales et de publications portant sur les études Brahms et Schumann, ainsi que des éditions musicales Brahms et des commentaires accompagnant les fac-similés des autographes de Brahms et Schumann. Depuis 1998, elle traduit en anglais des textes de musicologues allemands, principalement pour les éditions complètes des œuvres de Robert Schumann (RSA) et Carl Maria von Weber (WeGA), publiées à Mayence par Schott Music International. Elle est également traductrice pour les maisons d'éditions musicales G. Henle Verlag et Breitkopf & Härtel Verlag (Wiesbaden).

## Œuvres

### Livres
- Johannes Brahms Thematisch-Bibliographisches Werkverzeichnis. Herausgegeben nach gemeinsamen Vorarbeiten mit Donald M. McCorkle†. Munich:  G. Henle Verlag, 1984, lxvii + 841.  (ISBN 3-87328-041-8).
- Robert Schumann Thematisch-Bibliographisches Werkverzeichnis. Unter Mitwirkung von Akio Mayeda und der Robert-Schumann-Forschungsstelle; herausgegeben von der Robert-Schumann-Gesellschaft, Düsseldorf. Munich: G. Henle Verlag, 2003, 83* + 1012.  (ISBN 3-87328-110-4).

### Articles
- In collaboration with Donald M. McCorkle, "Five Fundamental Obstacles in Brahms Source Research", in: Acta Musicologica, vol. 48 (1976), pp. 253ff.
- "Die Erhalten Quellen der Werke von Johannes Brahms. Autographe, Abschriften, Korrekturabzüge," in: Musik Edition Interpretation. Gedenkschrift, Günter Henle , ed. Martin Bente, Munich: G. Henle Verlag, 1980, p. 338–354,  (ISBN 3-87328-032-9).
- "Die 'Hanslick'-Walzer, Opus 39," in:  Brahms Congress Wien 1983, eds. Susanne Antonicek and Otto Biba, Tutzing: H. Schneider, 1988, p. 379–386,  (ISBN 3-7952-0404-6).
- "The Role of Trial performances for Brahms's Orchestral and Large Choral Works: Sources and Circumstances," in: Brahms Studies, ed. George S. Bozarth, Oxford: Clarendon Press, 1990, p. 295–330,  (ISBN 0-19-311922-6).
- "Von Brahms zu Schumann oder Reflexionen über das Erstellen von Werkverzeichnisse," in: Robert Schumann und die Französische Romantik. (Bericht über das 5. Internationale Schumann-Symposium der Robert-Schumann-Gesellschaft vom 9. und 10. Juli 1994), ed. Ute Bär, Mainz: Schott, 1997, p. 265–274,  (ISBN 3-7957-0335-2).
- "When Did Schumann Find Time to Compose? - Some Biographical Observations from a Bibliographical Project," in: Schumanniana nova. Festchrift Gerd Nauhaus zum 60th Geburtstag, eds. Bernhard R. Appel, Ute Bär, Sinzig: Studio-Verlag, 2002, p. 487–498,  (ISBN 3-89564-085-9).

### Pièces de Musique
- Johannes Brahms Symphony No. 1 in C Minor, Opus 68. Partition autographe. Avec une Introduction de Margit L. McCorkle. New York:  The Pierpont Morgan Library in association with Dover Publications, 1986.
- Johannes Brahms, Variationen über ein Thema von Schumann, Opus 9, éd. Margit L. McCorkle. Munich:  G. Henle Verlag, 1987.
- Johannes Brahms, Variationen, Opus 21 Nr. 1 und Nr. 2, éd. Margit L. McCorkle. Munich:  G. Henle Verlag, 1988.
- Robert Schumann, Waldszenen, Opus 82, Fac-similé d'après l'autographe en possession de la Bibliothèque nationale de France, Paris. Note de Margit L. McCorkle. G. Henle Verlag, 2005, [1]-28.

### Traductions
- Robert Schumann. Neue Ausgabe sämtlicher Werke. Schott Music International, Mayence: VII/3/4(1998); VI/6,2 (2009); VII/3,1 (2010); IV/3/1b (2011); VII/3,2 (2011); III/1/5 (2012); III/3 (2012), IV/3/1,2 (2012); I/3 (2013); I/1/6 (2014); III/1/3 (2014); VII/1/2 (2014), I/1/4 (2015), II/ (2015), III/1/4 (2016). (de) Schumann-Gesamtausgabe et Schumann-Portal
- Thematisch-chronologisches Verzeichnis der Werke Max Regers und ihrer Quellen. Préface et Introduction. G. Henle Verlag, Munich 2012
- Carl Maria von Weber Sämtliche Werke. Schott Music International, Mayence, III/11a/b (2009);VI/2 (2009); III/11a/b; V/6 (2010); VIII/7 (2010); III/3a, III/3b, III/3c (2011); III/4 (2012); VIII/12 (2012); II/1 (2013); VI/1 (2013), VII/1 (2015), V/4b (2016). (de) Digital Edition, Carl-Maria-von-Weber Gesamtausgabe